# Vahutînți, Mîronivka
Vahutînți (în ucraineană Вахутинці) este un sat în comuna Vladîslavka din raionul Mîronivka, regiunea Kiev, Ucraina. În secolul al XIX-lea, satul făcea parte din volostul Vilhoveț, uezdul Kaniv.

## Demografie
Componența lingvistică a localității Vahutînți
     Ucraineană (100%)
Conform recensământului din 2001, toată populația localității Vahutînți era vorbitoare de ucraineană (100%).